# 楊炳
楊炳（？—？），字蔚友，号筠谷，湖廣鍾祥縣人，清朝官員。進士及第。

## 生平
雍正元年（1723年）癸卯恩科于振榜一甲第三名進士（探花）。授翰林院編修，升侍讀。雍正十年（1732年）提督福建學政。後楊炳因思念老母而辭官返鄉，悠遊林下二十余年。卒年八十二岁。有《惜味斋存稿》。